# 1670-е

## Догађаји и трендови
- 1670. — у Канади је основана Хадсон беј компанија.
- 1670. — рођен Висарион Павловић, епископ бачки.
- 1670. — умро Свети Василије Острошки, епископ захумски и скендеријски.
- 1671. — у Бечком Новом Месту погубљени Петар Зрински, хрватски бан и државник и Фран Крсто Франкопан, хрватски племић.
- 1671. — Козаци су заробили Стенка Расина, руског сељачког вођу.
- 1672. — рођен Петар Велики.
- 1672. — умро Јан II Казимир, краљ Пољско-литванске уније.
- 1672. — започео је Француско-холандски рат.
- 1672. — започео је Пољско-османски рат (1672–1676).
- 1673. — снаге Пољско-литванске уније под вођством Јана Собјеског побјеђују Турке код Хоћима.
- 1676. — завршио се Пољско-османски рат (1672–1676).
- 1678. — завршио се Француско-холандски рат.
- 1674. — основано је Царство Марата у Индији.

## Наука
- 1670. — монах Дом Перињон је открио шампањац.
- 1676. — Antoni van Leeuwenhoek је открио бактерије.
- 1676. — први пут је измјерена брзина свјетлости.
- 1676. — рођен Јакопо Рикати, италијански математичар.
- 1676. — рођен Пјер Ремон де Монмор, француски математичар.
- 1679. — Готфрид Вилхелм Лајбниц је развио бинарни систем.

## Култура
- 1673. — умро Молијер, француски књижевник и глумац.
- 1674. — умро Џон Милтон, енглески књижевник.
- 1675. — рођен Игњат Ђурђевић, хрватски пјесник и преводилац.
- 1677. — умро Барух Спиноза, холандски филозоф.
- 1679. — умро Јан Стен, холандски сликар.

### Музика
- 1679. — рођен Антонио Вивалди, италијански композитор.

### Архитектура
- 1670. — умро Луј ле Во, француски архитекта.